# Antivirale
I farmaci antivirali sono una categoria di chemioterapici attivi contro infezioni causate dai virus.
In particolare, la loro azione si manifesta in vari stadi della replicazione virale. Hanno sia azione profilattica sia terapeutica verso malattie virali, alcune note fin dall'antichità.
Spesso è possibile intervenire preventivamente mediante profilassi con vaccini o sieri; questo è un vantaggio, poiché nel momento in cui si riconoscono i sintomi, i virus sono tanto numerosi che i farmaci possono avere effetti non immediati.
I farmaci sono considerati efficaci se interferiscono con la replicazione virale senza modificare le normali funzioni cellulari, ma poiché i virus sono parassiti intracellulari obbligati questo non è sempre possibile.
Esistono farmaci ad applicazione topica per trattare herpes labiale, oculare o genitale, che riducono lo sfogo senza però eliminare completamente l'infezione.
Gli interferoni sono proteine prodotte dal corpo e coinvolte nella risposta immunitaria e nella funzionalità cellulare; nel 2011 è stata scoperta l'efficacia dell'interferone nel ridurre l'infiammazione nelle persone con epatite B o C.

## Profilattici
Tra i farmaci chemioprofilattici è importante ricordare:
- metisazone (1962), profilattico del vaiolo non in atto, agisce provocando la formazione di RNA messaggero di lunghezza minore rispetto al normale con conseguente blocco della sintesi di alcune proteine necessarie per incapsidare il DNA;
- amantadina, profilattico antinfluenzale;
- inibitori delle neuraminidasi (zanamivir), agiscono a livello di enzimi coinvolti nell'attivazione dei virus dell'influenza A e B.

## Terapeutici
I farmaci aventi attività chemioterapica si distinguono in base alla loro azione:
- Inibizione della replicazione dell'acido nucleico virale:
  - antimetaboliti della timidina (floxuridina, trifluridina...);
  - antimetaboliti dell'adenosina e guanosina (vidarabina, ribavirina...);
- Blocco della trascrittasi inversa, sono inibitori nucleosidici o non nucleosidici, spesso usati contro ceppi di virus che provocano AIDS;
- Stimolazione dei processi immunitari dell'ospite (levamisolo):
  - inibitori delle proteasi (inibiscono il processamento dei polipeptidi virali e quindi la maturazione dei virioni)
  - inibitori della fusione (prevengono la fusione della membrana virale con quella dei linfociti T)

## Effetti collaterali
I principali effetti avversi riguardano danni epatici, quindi è necessario controllare periodicamente la funzionalità del fegato e sospendere il trattamento se necessario.

## Classificazione degli agenti antivirali
| Stadio per l'attacco antivirale          | Gruppo                                    | Molecola antivirale (Virus obiettivo) |
| Attacco (Adesione)                       | Inibitori di fusione                      | Ancriviroc, Aplaviroc, Cenicriviroc, Enfuvirtide, Fostemsavir, Maraviroc, Vicriviroc (HIV), FGI-106, LJ-001 |
| Penetrazione, Uncoating                  | Inibitori di penetrazione                 | Amantadin, Rimantadin (Influenza A) Pleconaril (Picornavirus) |
| Sintesi acidi nucleici, sintesi proteica | Inibitori DNA polimerasi (DNA-dipendente) | - Nucleoside + nucleotide: Idoxuridin (HSV) Aciclovir, Brivudin, Famciclovir, Penciclovir, Sorivudin, Valaciclovir (HSV, VZV) Cidofovir, Brincidofovir, Ganciclovir, Valganciclovir, Vidarabin (CMV) - altri: Foscarnet (HSV, CMV) |
| Sintesi acidi nucleici, sintesi proteica | Inibitori DNA/RNA polimerasi              | Ribavirina, Taribavirina (HRSV, HCV e altri) Filibuvir, Nesbuvir, Sofosbuvir, Tegobuvir (HCV) Fosdevirin (HIV) |
| Sintesi acidi nucleici, sintesi proteica | Inibitori RNA polimerasi                  | Baloxavirmarboxil, Favipiravir, JK-05 (Influenza A) Galidesivir (EboV) ERDRP-0519 (Masernvirus) Remdesivir (EboV, SARS-CoV-2) |
| Sintesi acidi nucleici, sintesi proteica | Inibitori Trascrittasi inversa            | - Nucleoside (NRTI) e nucleotide (NTRTI): Abacavir, Amdoxovir, Didanosina, Elvucitabina, Emtricitabina, Fosalvudinatidoxil, Fozivudintidoxil, Stavudina, Zalcitabina, Zidovudina (HIV) Lamivudina, Lagociclovir, Tenofovir (HIV, HBV) Adefovir, Alamifovir, Clevudina, Entecavir, Pradefovir, Telbivudina (HBV) - Nonnucleoside (NNRTI): Delavirdina, Efavirenz, Emivirina, Etravirina, Lersivirina, Nevirapina, Rilpivirina (HIV) |
| Sintesi acidi nucleici, sintesi proteica | IMP deidrogenasi-Hemmer                   | Merimepodib (HCV) |
| Sintesi acidi nucleici, sintesi proteica | Inibitori proteasi                        | - Inibitori proteasi HIV: Amprenavir, Atazanavir, Brecanavir, Darunavir, Fosamprenavir, Indinavir, Lopinavir, Mozenavir, Nelfinavir, Ritonavir, Saquinavir, Tipranavir - Inibitori proteasi HCV: Asunaprevir, Balapiravir, Boceprevir, Ciluprevir, Danoprevir, Grazoprevir, Narlaprevir, Paritaprevir, Telaprevir, Simeprevir, Vaniprevir - Inibitori proteasi HRV: Rupintrivir                                                    |
| Sintesi acidi nucleici, sintesi proteica | Integrase inhibitor                       | Elvitegravir, Dolutegravir, Raltegravir (HIV) |
| Sintesi acidi nucleici, sintesi proteica | Antisenso-Oligonucleotide                 | Fomivirsen (CMV) |
| Sintesi acidi nucleici, sintesi proteica | Ricombinasi                               | |
| Sintesi acidi nucleici, sintesi proteica | Inibitori Elicasi-Primasi                 | Amenamevir (HSV, VZV) |
| Sintesi acidi nucleici, sintesi proteica | Inibitore NS5A                            | Daclatasvir, Elbasvir, Ombitasvir, Samatasvir (HCV) |
| Sintesi acidi nucleici, sintesi proteica | Inibitori Ciclofilina                     | Alisporivir (HCV) |
| Assemblati                               | inibitori della maturazione               | Bevirimat (HIV), Tecovirimat (Poxviridae) |
| Assemblati                               | Inibitori Terminasi                       | Letermovir (CMV) |
| Non classificati                         | Inibitori Neuraminidasi                   | Laninamivir, Oseltamivir, Peramivir, Zanamivir (Influenza A, B) |